# 曹仁贤
曹仁贤（1968年7月—），浙江萧山人，汉族，中华人民共和国政治人物，中国农工民主党党员，第十三届全国人民代表大会安徽地区代表。

## 生平
2018年2月24日，当选为第十三届全国人大代表。
1990年本科毕业于合肥工业大学工业自动化专业，1993年于合肥工业大学工业自动化专业获硕士学位。现任阳光电源股份有限公司董事长。